# Cheb Bello
Cheb Bello (en arabe : الشاب بيلو), de son vrai nom Bellahouel Beddik, est un chanteur algérien de raï. De sig mascara Il figure parmi les artistes les plus écoutés de la nouvelle génération de chanteurs de raï. 

## Carrière
Cheb Bello mêle des sons contemporains à la musique raï traditionnelle, produisant ainsi des titres dynamiques et rythmés. Il a multiplié les collaborations avec d'autres artistes algériens ou étrangers tels que DJ Moulay, Hichem Smati, Master Sina, Tipo Bel Abbes ou encore Amine La Colombe, décédé en 2023 dans un accident de la route en Belgique.
Ses titres les plus populaires sont Manich Kima Bakri (174 millions de vues sur YouTube), Nabghi Nhawas (179 millions) et Mamnou3 (75millions).

## Incarcération de 2021
Le 15 juillet 2021, Cheb Bello a été placé en détention provisoire. Cela fait suite à la diffusion de la chanson Rani Maghboun. Cette chanson n'a pas bénéficié d'une sortie officielle mais a été chantée par l'artiste lors d'une fête de mariage dans la wilaya de Sétif. Devenue virale sur les réseaux sociaux, la chanson s'est vue reprocher par la justice algérienne d'inciter et d'encourager à la consommation de la drogue. La chanson contient également des paroles critiques à l'égard de la gestion de la pandémie de Covid-19 par le Président de la République, Abdelmadjid Tebboune.
Cheb Bello sera condamné quelques jours plus tard, le 18 juillet 2021, à 14 mois de prison avec sursis, lors de son procès au tribunal de Sig (Wilaya de Mascara).